# Bāgh Mīān (ort i Yazd)
Bāgh Mīān (persiska: باغميان, Bāghmīān, باغ ميان, ده ميان) är en ort i Iran.   Den ligger i provinsen Yazd, i den centrala delen av landet, 500 km sydost om huvudstaden Teheran. Bāgh Mīān ligger 2 441 meter över havet och antalet invånare är 136.
Terrängen runt Bāgh Mīān är kuperad åt sydväst, men åt nordost är den bergig. Terrängen runt Bāgh Mīān sluttar söderut.Runt Bāgh Mīān är det glesbefolkat, med 11 invånare per kvadratkilometer. Närmaste större samhälle är Nīr, 12,2 km väster om Bāgh Mīān. Trakten runt Bāgh Mīān är ofruktbar med lite eller ingen växtlighet.